# Bohuslav Šamánek
Bohuslav Šamánek (7. dubna 1912 Olomouc – 3. prosince 1979 Brno) byl český a československý sportovní plavec a pólista.
S plaváním začal jako většina brněnských chlapců Sokole společně s mladším bratrem Karlem. Závodnímu plavání se začal aktivně věnovat při studiu lékařské fakulty ve Vysokoškolském sportu. Specializoval se na plaveckou techniku znak. V roce 1934 startoval na mistrovství Evropy v německém Magdeburgu, kde na 100 m znak nepostoupil z rozplaveb. Byl však prvním odchovancem brněnského plavání české národnosti, který se účastnil velkého plaveckého podniku.
V roce 1936 přestoupil do nově vzniklého brněnského klubu KVS. Nesplnil však nominační kritéria ČsAPS pro start na olympijských hrách v Berlíně. V Klubu vodních sportů (KVS) se s bratrem Karlem soustředil primárně na vodní pólo.
Po skončení sportovní kariéry počátkem čtyřicátých let dvacátého století pracoval ve zdravotnictví. V roce 1954 byl přednostou zdravotního odboru MěNV v Brně. V roce 1967 byl ředitelem státních lázní v Teplicích nad Bečvou.
Zemřel roku 1979 ve věku 67 let, pohřben je na Ústředním hřbitově v Brně.